# La Circassienne au bain
La Circassienne au bain, aussi nommée Une baigneuse, est une huile sur toile néoclassique peinte par Merry-Joseph Blondel en 1814. Elle représente une jeune baigneuse circassienne, grandeur nature et idéalisée. 
La toile a disparu lors du naufrage du Titanic en 1912. Elle a acquis une certaine notoriété lorsqu'une compensation financière d'un niveau record pour la perte d'un seul bagage a été réclamée à la compagnie White Star Line en 1913.

## Historique

### Exposition au Louvre
La toile a été exposée pour la première fois au Salon du Louvre en novembre 1814. Les premières critiques sont discrètes mais positives, concernant la compétence du peintre et son attention pour les détails. À part des réserves techniques concernant la torsion du haut du corps et l'absence de grâce dans la figure, le principal reproche est que la toile n'est pas aussi « excitante » que certaines des œuvres précédentes de Blondel. Cependant, en 1823, les critiques commencent à devenir plus enthousiastes sous l'influence d'une réception populaire favorable aux reproductions de la toile et de l'évolution de la carrière du peintre.

### Disparition avec le paquebotTitanic
En janvier 1913 à New York, Mauritz Håkan Björnström-Steffansson, un survivant du naufrage du Titanic, demande des compensations financières pour la perte de ce tableau à l'encontre de la White Star Line. Le montant réclamé est de 100 000 dollars (l'équivalent de 2,4 millions de dollars en 2014), ce qui constitue un record pour la perte d'un bagage ou une perte liée à un naufrage.

#### Dimensions
La réclamation de Steffansson mentionne une toile de 8 × 4 pieds (240 × 120 cm), mais sans préciser s'il s'agit des dimensions de la toile seule ou du cadre.